# Antocha papuensis
Antocha papuensis är en tvåvingeart som beskrevs av Alexander 1953. Antocha papuensis ingår i släktet Antocha och familjen småharkrankar. Inga underarter finns listade i Catalogue of Life.